# 刘伯承墓

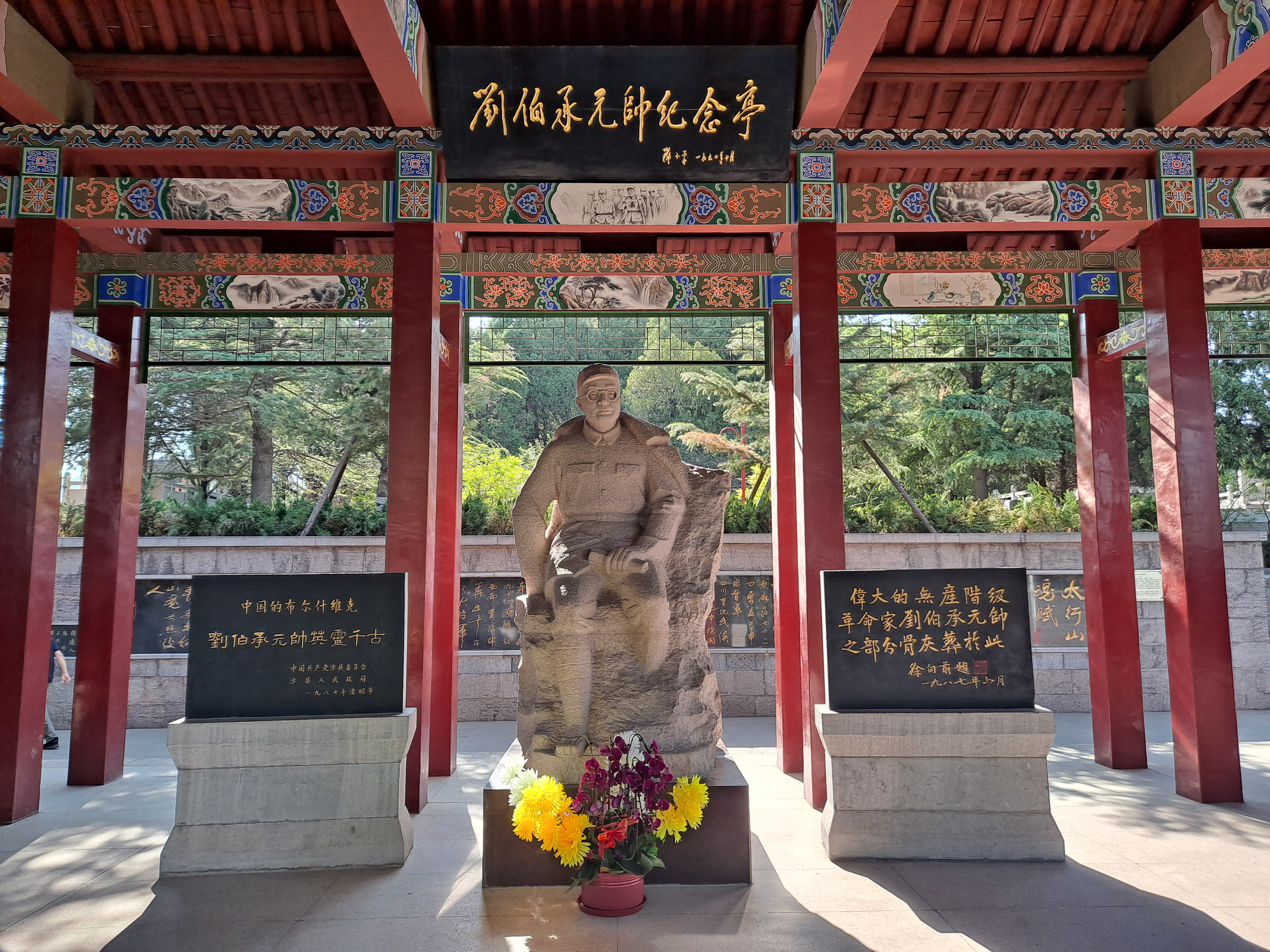
将军岭上的刘伯承元帅纪念亭

刘伯承元帅墓位于河北省涉县将军岭，原129师部的驻地。

## 历史
1986年10月，刘伯承逝世。10月27日，刘太迟、刘雁翎、刘太行护送，将刘伯承灵骨安放在将军岭第129台阶处，建造了纪念馆，厅中央是刘帅坐像，雕像左有石碑正面刻着徐向前题写的“革命家刘伯承元帅骨灰葬于此”，背面徐向前七律诗《悼刘伯承元帅》：“举目九天觅帅星，垂首山川思栋梁，渊渊韬略成国粹，昭昭青史记殊荣，日暮噩耗遍京城，涂就七言染素绢，泪雨濛濛天地倾，十万军帐哭刘公”。
1990年10月，邓小平为将军岭题名，为刘伯承元帅纪念亭题名。